# Negenboerenpolder
De Negenboerenpolder is een voormalig waterschap in de provincie Groningen.
De polder ontstond in 1872 door de inpoldering van de kwelder ten noorden van de Bokumer-Ikemapolder.
Behalve het onderhouden van de zeedijk, was het waterschap ook belast met de afwatering die werd geregeld door een stoomgemaal, dat op de Waddenzee uitsloeg. Waterstaatkundig gezien ligt het gebied sinds 1995 binnen dat van het waterschap Noorderzijlvest en is de afwatering naar het zuiden, via een duiker op het Broekstermaar.